# Szymon Krawczyk
Szymon Krawczyk (Jarocin, 8 de agosto de 1998) es un deportista polaco que compitió en ciclismo en las modalidades de pista y ruta. Ganó una medalla de bronce en el Campeonato Europeo de Ciclismo en Pista de 2018, en la carrera por eliminación.

## Medallero internacional
| Campeonato Europeo | Campeonato Europeo    | Campeonato Europeo | Campeonato Europeo |
| Año                | Lugar                 | Medalla            | Competición        |
| ------------------ | --------------------- | ------------------ | ------------------ |
| 2018               | Glasgow (Reino Unido) | Medalla de bronce  | Eliminación        |

## Palmarés
2020
- 1 etapa del Giro del Friuli Venezia Giulia

## Equipos
- Voster (2017-2019)
  - Voster Uniwheels Team (2017-2018)
  - Voster ATS Team (2019)
- CCC Development Team (2020)
- Voster ATS Team (2021-2022)